# Весёлый ужин мамочек
Веселый ужин мамочек (Fun Mum Dinner) — американская комедия 2017 года режиссера Алети Джонса, снятого по сценарию Джули Радд. В ролях: Кэти Аселтон, Тони Коллетт, Бриджит Эверетт, Молли Шеннон, Адам Скотт и Адам Левин.
Мировая премьера фильма состоялась на кинофестивале Sundance 27 января 2017 года. Он был выпущен 4 августа 2017 года компанией Momentum Pictures.

## Сюжет
Когда четыре мамы собираются вместе на «веселый ужин мамочек», ночь принимает неожиданный поворот.

## В ролях
- Тони Коллетт, в роли Кейт
- Молли Шеннон, в роли Джейми
- Бриджит Эверетт в роли Мелани
- Кэти Аселтон в роли Эмили
- Адам Скотт, в роли Тома
- Роб Хюбель, в роли Эндрю
- Адам Левин, в роли Люка
- Пол Раст, в роли Барри
- Сэм Лернер, в роли Алекса
- Кэтрин Прескотт в роли Зои
- Джаз Синклер в роли Оливии
- Харт Дентон, в роли Джеймса
- Пол Радд, в роли Брэди
- Дэвид Уэйн в роли Уэйна
- Джон Эрли в роли Альфреда
- Джесси Эннис, в роли Франчески
- Джессика Чаффин в роли Джен
- Эммерсин Фиорентино, в роли Грейса
- Оуэн Ваккаро, в роли Лукаса
- Калеб и Мэтью Пэддок в роли Генри

## Кинопроизводство
22 июня 2016 года стало известно, что Алетия Джонс будет снимать « Веселый ужин мамочек» на основе сценария Джули Ягер Радд с участием Тони Коллетт, Молли Шеннон, Бриджит Эверетт и Адама Скотта . Съемки фильма начались в тот же день в Лос-Анджелесе. Джулиан Васс написал музыку к фильму.

## Премьера фильма
Мировая премьера фильма состоялась на кинофестивале Sundance 27 января 2017 года. До фестиваля Sundance права на распространение фильма в США приобрели Momentum Pictures и Netflix. На Netflix фильм вышел 31 декабря 2017 года.

## Отзывы

### Отзывы критиков
« Веселый ужин мамочек» получил в целом негативные отзывы критиков. Согласно агрегатору рецензий Rotten Tomatoes, рейтинг одобрения фильма составляет 33 %, что основано на 27 рецензиях, со средней оценкой 4,45 / 10. Metacritic дает фильму средневзвешенную оценку 46 из 100 на основе 12 критиков, что указывает на «смешанные или средние отзывы».